# Kabay Barna
Kabay Barna (Budapest,1948. augusztus 15. –) Oscar-díjra jelölt, német állami díjas, Balázs Béla-díjas magyar filmrendező, forgatókönyvíró és filmproducer, érdemes művész.

## Élete

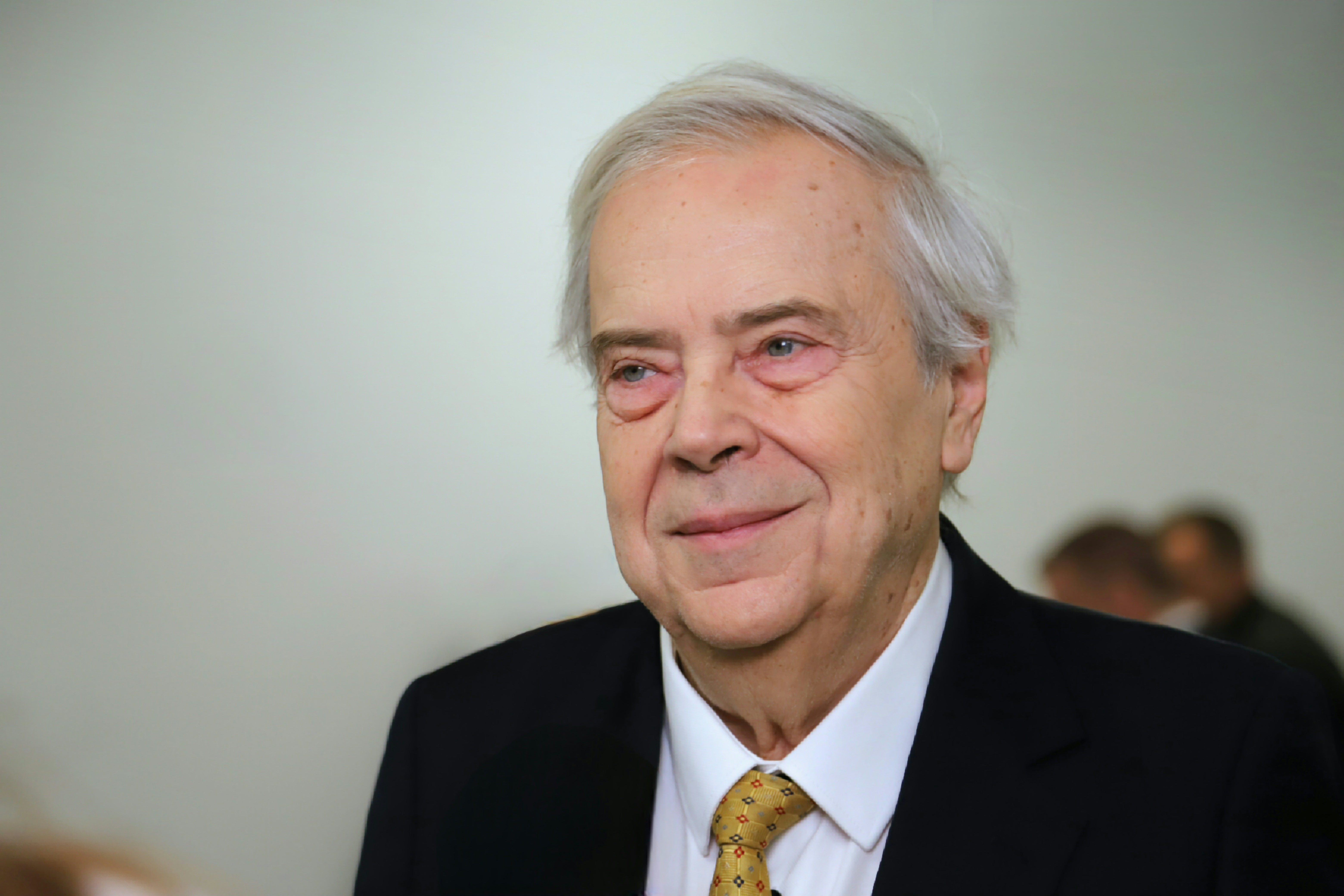
Kabay Barna, 2024

1962-ben érettségizett a budapesti Rákóczi Ferenc Gimnáziumban. Tanulmányait a [[Budapesti Műszaki Egyetemen kezdte, majd a budapesti Színház- és Filmművészeti Főiskolán folytatta, ahol 1973-ban filmrendező diplomát kapott. 
1972-1976-ig a Magyar Televízió Drámai Osztályának rendezője volt. Televíziós filmjeiben a magyar irodalom kiemelkedő alkotásait filmesítette meg, mint a Janus Pannoniust, Törökországból nincs visszatérés (Mikes Kelemen), Karinthy Frigyes, Déry Tibor műveit. Giordano Bruno megkísértése filmjével 1974-ben elnyerte a Veszprémi TV-Fesztivál fődíját. Ugyancsak 1974-ben a MTV kísérleti műhelyének alapító tagja volt. 1975-ben elkészítette a "Legenda a nyúlpaprikásról" című első önálló mozifilmjét. 
1976 és 1980 között a MAFILM rendezőjeként dolgozott. 1976-ban Gyöngyössy Imrével együtt rendezte meg a ZDF felkérésére a Két elhatározás dokumentumfilmet, ami átütő nemzetközi sikert aratott. 1980-ban társalapítója volt a Társulás Stúdiónak, az első magánalapítású független magyar filmstúdiónak. 1980- ban a ZDF és a müncheni Tellux-film meghívására Németországba költözött. Megalapította a Starnbergi Alkotóműhelyt, melyben alkotótársaival Gyöngyössy Imrével majd Petényi Katalinnal együtt dolgozott. Első producerként készített játékfilmjét, a „Jób lázadását” – aminek társírója és társrendezője is volt –1983-ban [[OSCAR]]-díjra jelölték a legjobb külföldi film kategóriában. Ettől kezdve producerként és rendezőként számos játékfilmet, ifjúsági filmet és sorozatot készített a világ különböző kontinensein a legnagyobb európai televíziós társaságok és alapítványok közreműködésével a Magyar Filmstúdiókkal együttműködve. Koprodukciós partnerei, támogatói voltak többek között: Eurimages, a brüsszeli MédiaProgram EU, Bajor Filmalapítvány, Osztrák Filmalapítvány, Grúzia Film, Magyar Mozgókép Közalapítvány, Társulás Stúdió, Hunnia Filmstúdió, MTVA, Duna TV, ZDF, WDR, BR, MDR, Carlton UK és mások.
Saját munkái mellett koprodukciók létrehozásában segítette rendező társait. A rendszerváltozás után visszaköltözött Magyarországra. Jelenleg [[Budapesten]] él és dolgozik.
- KABAY BARNA FONTOSABB FILMJEI

• [[2023]] Pannonhalmi Szamizdat
társrendező, producer
dokumnetumfilm, 52 perc (Projekt Film)
• 2020 A Feltaláló
társíró, producer
játékfilm, 120 perc (Projekt Film)
• 2019 Cseppben az élet
társíró, producer
tv filmsorozat,4x52 perc (Projekt Film,)
• 2018 Szép magyar ének
társrendező, producer
dokumentumfilm, 57 perc (Movietrend
• 2017 „Bíboros”, az állambiztonsági szervek célkeresztjében
társrendező, producer
dokumentumfilm, 70 perc (Movietrend)
• 2016 A Balaton hullámain
rendező, producer
dokumentumfilm, 50 perc (Movietrend)
• 2015 Ámos Imre, az apokalipszis festője
producer
dokumentumfilm, 52 perc (CinemaStar, Catherine Films)
• 2015 Olasz- magyar örökség
társrendezö, producer
dokumentumfilm, 11x24 perc (OSZK, MaNDA, Cinema Star)
• 2015 Béres József életútja
rendező, producer
dokumentumfilm, 50 perc (Cinema Star,)
• 2015 Janus
producer
TV film, 75 perc (CinemaStar, Cathrine Films,)
• 2014 Kulák volt az apám
társrendező, producer
dokumentumfilm, 52 perc (Duna Tv, MovieTrend,)
• 2014 Őszi üzenet barátaimnak, Tóth Bálint költő, portré
társrendező, producer
dokumentumfilm, 52 perc (MovieTrend, MMA)
• 2013 Bakonyi juhászasszony
társrendező, producer
dokumentumfilm, 52 perc (CinemaStar, Catherine Films, )
• 2013 Stigma
társrendező, producer
dokumentumfilm, 52 perc (CinemaStar, Catherine Films,)
• 2011 Utolsó rapszódia
producer
TV film, 80 perc (CinemaStar,)
• 2011-12 Szigorúan ellenőrzött életek
társrendező, producer
dokumentumfilm sorozat, 2x52 perc (Movitrend, CinemaStar)
• 2008-2009 Hitvallók és ügynökök
társrendező, producer
dokumentumfilm sorozat, 8x25 perc és 2x52 perc (Média Centrum, Macropus Film,
Media Programme Brüsszel,)
• 2008 ]]Papírkutyák
producer
játékfilm, 93 perc (Europa2000, Macropus Film)
• 2007 A városligeti fasortól a milánói Scala-ig – Peskó Zoltán karmester portréja
társrendező, producer
dokumentumfilm, 2x52 perc (Duna TV, Macropus Film;)
• 2006 Egy bolond százat csinál
producer
játékfilm (Europa 2000, Macropus Film)
• 2005 Júlia és Carolin – A Pethő Intézet Európában
társrendező, producer
dokumentumfilm, 90 perc (Európa 2000, Macropus Film)
• 2005 Egy szoknya, egy nadrág
producer
játékfilm (Europa 2000, Macropus Film)
• 2005 A Közvetítő
társrendező, producer
dokumentumfilm sorozat, 6X25 perc, dokumentumfilm 100perc (Európa 2000, BR,
Macropus Film)
• 2003 A Black Rose vár titka
társrendező, producer
TV sorozat 13x25 perc, játékfilm, 100 perc (Európa 2000, Macropus Film)
• 2000 Meseautó
rendező, producer
játékfilm, 94 perc (Európa 2000, Macropus Film)
• 1999 Hippolyt
rendező, producer
játékfilm, 92 perc (Európa 2000, Macropus Film)
• 1998 Sárvártól Leutstättenig – a Wittelsbachok nyomában I. – II –III.
társrendező, producer
dokumentumfilm, 3x45 perc (Macropus Film, BR)
• 1997 In Memoriam Gyöngyössy Imre
társrendező, producer
dokumentumfilm, 83 perc (Macropus Film, BR)
• 1997 Cigánytörvény
producer
játékfilm, 98perc (Macropus Film, BR)
• 1995 Exodus
társrendező, producer
dokumentumfilm 78 perc (Satellit Film, WDR)
• 1994 Európa messze van
társrendező, producer
játékfilm, 97 perc, sorozat 6 x 25 perc (Satellit Film, Duna TV, ZDF, MTV)
• 1993 Halál sekély vízben
társrendező, producer
játékfilm, 102 perc (Satellit Film, WDR, WEGA-Film Bécs, MIT&A Film/Budapest)
• 1992 Holtak szabadsága
társrendező, producer
[[dokumentumfilm]], 80 perc (Macropus Film, WDR, Fórum Stúdió)
• 1991 Katolikusok Közép Ázsiában
társrendező, producer
dokumentumfilm, 30perc (Macropus Film)
• 1991 Száműzöttek
társrendező, producer
játékfilm, 100 perc (Satellit Film, WDR, Grúzia Film, Társulás Stúdió)
• 1990 Rubens, a brazil utcagyerek
rendező, producer
dokumentumfilm, 45 perc (Satellit Film, ZDF, Unicef)
• 1990 Ötven év hallgatás
társrendező, producer
dokumentumfilm, 90 perc (Satellit Film, WDR, MTV)
• 1990 Erdély
társrendező, producer
dokumentumfilm, 90 perc (Macropus Film, WDR)
• 1989 Johnny, a szerencsés
társrendező, producer
TVsorozat, 4 x 45 perc (Satellit Film, ZDF)
• 1988 Brazil utcagyerekek
társrendező, producer
dokumentumfilm 45perc(Satellit Film)
• 1988 Cirkusz a holdon
társrendező, producer
játékfilm, 100 perc (Satellit Film, ZDF)
• 1987 Katolikusok Vietnámban
társrendező, producer
dokumentumfilm, 30perc (Satellit Film)
• 1987 Boat People
társrendező, producer
dokumentumfilm, 94 perc (WDR, Satellit Film)
• 1987 Loan I-II-III
társrendező, producer
dokumentumfilmsorozat (Satellit Film, BR)
• 1984 Yerma
társrendező, producer
játékfilm, 104 perc (Satellit Film, Macropus Film, MAFILM, Sefel, Picture International,
Channel 4, MTV)
• 1982 Add tudtul fiaidnak
társrendező, producer
dokumentumfilm, 60 perc (Macropus Film, MTV, WDR)
• 1982 Jób lázadása
társíró, társrendező, producer
játékfilm, 100 perc (ZDF, Macropus Film, MTV, Társulás Stúdió)
• 1981 Pusztai emberek
társrendező
dokumentumfilm 89 perc (WDR, MAFILM)
• 1980 A havasi selyemfiú
társrendező
TV-film, 90 perc (MTV)
• 1980 A gyerek, akire mindenki vágyott
társrendező
TV-film, 45 perc (ZDF)
• 1979 Töredék az életről
társíró, társrendező
játékfilm, 98 perc (Budapest Filmstúdió)
• 1978 Orvos vagyok
társrendező
dokumentumfilm, 90 perc (NDR,Tellux Film)
• 1978 Tengerre néző cellák
társíró, társrendező
TV-film 95 perc (MTV)
• 1977 Két elhatározás
társíró, társrendező
dokumentumdráma, 75 perc (ZDF, Tellux Film, MAFILM)
• 1976 Memento
társrendező
dokumentumfilm sorozat, 4x30 perc (MTV)
• 1976 Mélosz pusztulása
rendező
TV-film 60 perc (MTV)
• 1975 Legenda a nyúlpaprikásról
rendező
játékfilm, 100 perc (Budapest Filmstúdió, MTV)
• 1974 Janus Pannonius
rendező
TV-film, 60 perc (MTV)
• 1974 Mikes Kelemen története
rendező
TV-film, 45 perc (MTV)
• 1973 Giordano Bruno megkísértése
rendező
játékfilm, 90 perc (MTV)
• 1972 Hököm színház
rendező
TV-film, 50 perc(MTV)
• 1972 Meztelen vagy
társíró
játékfilm-film, 90 perc(Dialóg studio)
• 1970 Muro Phral/Testvérem
rendező
dokumentumfilm, 25 perc

## Könyv
- Petényi Katalin–Kabay Barna: Olasz-magyar örökség. Dokumentumfilm-sorozat; CinemaStar Kft., Újlengyel, 2015

## Díjai
KABAY BARNA FONTOSABB DÍJAI:
- 2017 Érdemes művész
- 2015 Balázs Béla-díj[1]
- 2005 Szarajevó Fesztivál díja (A Közvetítő)
- 2001 Mozisok Országos Szövetségének díja (32. Magyar Filmszemle, Hippolit – Petényi Katalinnal közösen)[2]
- 2001 Cottbus Filmfesztivál díja
- 2001 Moszkvai Filmfesztivál különdíja (Meseautó)
- 2000 VOX magazin díja – az év leglátogatottabb magyar játékfilmje (Meseautó)
- 2000 A Magyar Mozitulajdonosok díja (Meseautó)
- 1999 A Magyar Mozitulajdonosok díja (Hippolyt)
- 1998 Fipresci díj, Velencei Biennale (In memoriam Gyöngyössy Imre)
- 1997 Legjobb rendezés díja, Varsó (Európa messze van)
- 1995 Különdíj, Nemzetközi Filmfesztivál, Cannes (Európa messze van)
- 1994 Fődíj, Salerno (Holtak szabadsága)
- 1992 Legjobb rendezés díja, Nemzetközi Filmfesztivál, Troia (Száműzöttek)
- 1991 OCIC díj, Nemzetközi Filmfesztivál, Montreal (Száműzöttek)
- 1988 Cinema per la Pace – életműdíj, Olaszország
- 1984 Fődíj, San Remoi Nemzetközi Filmfesztivál (Jób lázadása)
- 1983 Academy Award, Oscar-jelölés a legjobb külföldi film kategóriában, Los Angeles Különdíj, Nemzetközi Filmfesztivál, Cannes (Jób lázadása)
- 1978 Fődíj, Nemzetközi Filmfesztivál, Rotterdam Fődíj, Nemzetközi Filmfesztivál, Antwerpen Gold Hugo Díj, Chicagoi Nemzetközi Filmfesztivál, Adolf Grimme-díj arany fokozat – Németország (Két elhatározás)
- 1977 UNESCO-díj, Nemzetközi Filmfesztivál, Pesaro (Két elhatározás)
- 1974 Fődíj, Magyar Filmszemle (Giordano Bruno megkísértése)